# Rugby a 15 nel 1919

## Attività internazionale
Sistema di punteggio: meta = 3 punti, Trasformazione=2 punti.Punizione e calcio da mark= 3 punti. drop = 4 punti. 
- Non viene disputato il Cinque Nazioni, che riprenderà nel 1920

L'attività riprende lentamente
- Una selezione militare neozelandese (“ New Zealand Services”) visita la Gran Bretagna e la Francia. Ecco alcuni risultati

| Neath 15 aprile 1919 | Neath RFC | 3 – 10 | NZ Services |  |

| Londra 19 aprile 1919 | Armee Francais | 3 – 30 | NZ Services | (Twickenham) |

| Swansea 21 aprile 1919                                  | Galles    | 3 – 6        | NZ Services | St. Helen's |
| \| \| \| \| \| c.p.Shea \| Marcatori \| c.p. Stohr 2 \| |           |              |             |             |
|                                                         |           |              |             |             |
| c.p.Shea                                                | Marcatori | c.p. Stohr 2 |             |             |

| Parigi maggio 1919 | Armee Francais | 10 – 6 | NZ Services | Colombes |

| Tolosa maggio 1919 | Armee Francais | 13 – 17 | NZ Services |  |

- Si disputa anche un torneo, Imperial Trophy tra sei selezioni militari: Esercito e Air Force britannica, New Zealand Services, Eserciti canadese, australiano e sudafricano. Il successo arride ai neozelandesi.
- Un torneo analogo, i Giochi Interalleati, si svolge invece in territorio francese tra una selezione Francese (non ufficiale) un'americana e la Romania. Il successo arride ai francesi negli incontri disputati allo stadio di Vincennes. L'incontro tra francesi e americani sarà ricordato per l'estrema violenza.

| Parigi 1º luglio 1919 | Romania | 0 – 21 | Francia | Colombes |

| Parigi 2 luglio 1919 | Francia | 48 – 5 | Romania | Charlety |

## Barbarians
I Barbarians disputano i seguenti incontri:
| Cardiff 26 dicembre 1919 | Cardiff RFC | 6 – 3 | Barbarians | Arms Park |

| Newport 27 dicembre 1919 | Newport RFC | 19 – 0 | Barbarians | Rodney Parade |

| Leicester 29 dicembre 1919 | Leicester Tigers | 17 – 6 | Barbarians | Welford Road |

## Campionati nazionali
| Francia              | Campionato              | non disputato              |
| Inghilterra          | Campionato delle contee | non disputato              |
| Romania              | Campionato              | AP Stadiul Român Bucureşti |
| Nuovo Galles del Sud | Shute Shield            | Sydney University          |